# François Daniellou
François Daniellou (1955) es profesor de ergonomía en la École Nationale Supérieure de Cognitique(Escuela Superior Nacional de la Cognición) del Instituto Politécnico de Burdeos. Él es director del Departamento de Ergonomía de Sistemas Complejos.

## Biografía
Su Formación inicial fue en la École Centrale de París, en Ingeniería Mecánica. 
Su Formación en Ergonomía fue realizada en el laboratorio de Ergonomía del Conservatorio Nacional de Artes y Oficios (Laboratoire d'ergonomie du Conservatoire National des Arts et Métier) dirigido por Alain Wisner y Antoine Laville. 
Obtiene en 1985 un PhD en Ergonomía, y se convierte en el director de investigación en 1992 del mismo laboratorio. 
Forma parte del Comité de Prevención y Precaución (PCC) del Ministerio de Ecología de la Prevención y el Desarrollo Sostenible desde 2003.
François Daniellou recibió el Premio al Educador Sobresaliente (Oustanding Educator) otorgado por la Asociación Internacional de Ergonomía en 2009. Este premio se otorga una vez cada tres años en reconocimiento a las contribuciones excepcionales en el ámbito de la educación en ergonomía, por haber desarrollado programas de educación de ergonomía. Esta es la primera vez que se otorga a una persona de habla francesa.

### Otros Artículos
- intervención ergonómica
- análisis ergonómico del trabajo
- utilisabilidad
- ergonomía